# Can Mas (Sant Pere Pescador)
Can Mas és un edifici situat al Camí del Cortal de la Vila del municipi de Sant Pere Pescador, a la comarca de l'Alt Empordà, a Catalunya. Aquesta obra està inclosa en l'Inventari del Patrimoni Arquitectònic de Catalunya.

## Història
L'actual edifici, encara que força restaurat el daten vers el 1636 en base una data inscrita en una pedra que havia funcionat com a llinda. Malgrat això, actualment es troba reaprofitada en una cantonada, per tant aquesta data no és fiable.
Les primeres notícies històriques de Can Mas es registren el 1486 sota el nom de Mas Saguer, quan n'era propietari Ramon Saguer. Posteriorment, vers el 1564 fou adquirit per Pere Barno, i va passar a anomenar-se Cortal Barno. Es va mantenir en titularitat familiar fins a l'any 1819, quan fou incorporat al patrimoni de la família Llavanera després que s'emparentessin mitjançant matrimoni. Finalment fou comprat el 1923 per Pera Heras Vidal.
Els darrers anys la masia ha estat restaurada respectant la seva estructura original, per reconvertir-la en un hotel de turisme rural.

## Descripció
Està situat al sud-est del nucli urbà de la població de Sant Pere Pescador, al sud de la urbanització Bon Relax. Des de Sant Pere per la carretera al Riuet, s'agafa el camí del Cortal de la Vila, a mà esquerra, que hi passa pel davant.
És una masia de planta rectangular, formada per diversos cossos adossats, distribuïda en planta baixa i pis. L'edifici principal presenta la coberta a dues vessants de teula, amb un altell a manera de torre central quadrada, amb terrat i balustrada. A la planta baixa hi ha un gran portal d'arc rebaixat d'accés a l'interior. Als costats, una finestra rectangular amb la llinda plana restituïda. Al pis hi ha tres balcons exempts amb finestrals de sortida d'arc rebaixat. Totes les obertures estan bastides amb maons. Cal destacar una llinda reaprofitada, actualment instal·lada al parament, que presenta una inscripció de difícil lectura, on apareix l'any 1636. L'interior de l'edifici presenta, a la planta baixa, sostres coberts amb voltes catalanes rebaixades. A ponent hi ha un cos rectangular adossat, d'una sola planta, amb una gran terrassa al nivell del primer pis. Ambdues construccions són bastides amb pedra de diverses mides i maons, lligades amb morter de calç. Per la banda de llevant, la casa ha estat ampliada amb tres grans cossos adossats, el més adjacent amb terrassa al primer pis, delimitada per una galeria d'arcs de mig punt, amb baranes de ferro. El parament està arrebossat. Aïllat de l'edifici principal, però formant part del conjunt, hi ha el magatzem agrícola, de planta rectangular i amb coberta a dues aigües. Hi ha altres construccions annexes més modernes, que acompanyen el conjunt.